# Provinz Chiquitos
Chiquitos ist eine Provinz im zentralen Teil des Departamento Santa Cruz im Tiefland des südamerikanischen Anden-Staates Bolivien. Sie bildet zusammen mit der Provinz José Miguel de Velasco, der Provinz Ñuflo de Chávez, der Provinz Ángel Sandoval, der Provinz Germán Busch und der Provinz Guarayos die sogenannte Gran Chiquitanía. Hauptstadt der Provinz ist San José de Chiquitos.

## Lage
Die Provinz ist eine von fünfzehn Provinzen im Departamento Santa Cruz. Sie grenzt im Nordwesten an die Provinz Ñuflo de Chávez, im Westen an die Provinz Andrés Ibáñez, im Süden an die Provinz Cordillera, im Südosten an die Provinz Germán Busch, im Osten an die Provinz Ángel Sandoval, und im Norden an die Provinz José Miguel de Velasco.
Sie erstreckt sich zwischen 17° 00' und 18° 37' südlicher Breite und 58° 54' und 62° 45' westlicher Länge, ihre Ost-West-Ausdehnung beträgt etwa 500 Kilometer, ihre Nord-Süd-Ausdehnung bis zu 220 Kilometer.

## Bevölkerung
Die Einwohnerzahl der Provinz Chiquitos ist in den vergangenen drei Jahrzehnten auf mehr als das Zweieinhalbfache angestiegen:
| Jahr | Einwohner | Quelle       |
| ---- | --------- | ------------ |
| 1992 | 42 519    | Volkszählung |
| 2001 | 60 359    | Volkszählung |
| 2012 | 82 429    | Volkszählung |
| 2024 | 114 019   | Volkszählung |

## Gliederung
Die Provinz Chiquitos untergliederte sich bei der letzten Volkszählung von 2024 in die folgenden drei Verwaltungsbezirke (bolivianisch „Municipios“):
- 07-0501 Municipio San José de Chiquitos – 40.961 Einwohner
- 07-0502 Municipio Pailón – 54.357 Einwohner
- 07-0503 Municipio Roboré – 18.701 Einwohner